# Камбинг
Камбинг (индон. Pulau Kambing, «остров Камбинг») — остров в Мадурском проливе в составе Индонезии. Площадь — 1,3 км². Административно относится к провинции Восточная Ява (индон. Provinsi Jawa Timur), входит в состав округа Сампанг.
Остров имеет овальную форму с отвесными краями.
Архитектура острова представляет собой в основном старые португальские владения.